# Stanisław Styrna
Stanisław Styrna (ur. 7 listopada 1933 w Przyborowie, zm. 5 sierpnia 2022) – polski duchowny rzymskokatolicki, salezjanin, rektor Wyższego Seminarium Duchownego Towarzystwa Salezjanów w Lądzie w latach 1968–1976, inspektor inspektorii warszawskiej w latach 1976–1978, proboszcz parafii Świętej Rodziny w Pile w latach 1979–1988, nieformalny kapelan pilskiej „Solidarności”.

## Życiorys
Urodził się 7 listopada 1933 w Przyborowie. Jego rodzice, Władysław i Anna z domu Kotas, zajmowali się rolnictwem. Miał ośmioro rodzeństwa, brat Jan również został duchownym, był biskupem w Tarnowie i Elblągu. W 1948 wstąpił do małego seminarium w Lądzie, gdzie kontynuował naukę w zakresie gimnazjum i odbywał prenowicjat, następnie w latach 1950–1951 przebywał na rocznym nowicjacie w Czerwińsku. W trakcie postnowicjatu, w latach 1952–1954, studiował filozofię w seminarium salezjańskim w Kutnie. Po dwóch latach asystencji w Łodzi i w Aleksandrowie Kujawskim 6 sierpnia 1956 w Lądzie złożył śluby wieczyste. W latach 1956–1960 odbył studia teologiczne w Lądzie, tamże 29 czerwca 1960 Antoni Pawłowski, biskup diecezjalny włocławski, udzielił mu święceń prezbiteratu. Dalsze studia odbył na Wydziale Filozofii Chrześcijańskiej Katolickiego Uniwersytetu Lubelskiego, gdzie w 1963 uzyskał magisterium (praca magisterska została wyróżniona nagrodą rady wydziału), a w 1966 doktorat na podstawie dysertacji Funkcja społeczna rodziny w zakresie wychowania.
W latach 1963–1997 wykładał katolicką naukę społeczną w Wyższym Seminarium Duchownym Towarzystwa Salezjanów w Lądzie, a roku akademickim 1966–1967 prowadził wykłady zlecone na Katolickim Uniwersytecie Lubelskim. W latach 1968–1976 sprawował urząd rektora seminarium salezjanów w Lądzie. Autor kilku książek formacyjnych i artykułów naukowych dotyczących katolickiej nauki społecznej.
W 1966 został dyrektorem wspólnoty salezjańskiej w Głoskowie z zadaniem zorganizowania domu studenckiego dla współbraci studiujących w Prymasowskim Instytucie Życia Wewnętrznego w Warszawie, a w 1970 objął to samo stanowisko w Lądzie. W latach 1976–1978 pełnił funkcję inspektora inspektorii warszawskiej. Z urzędu zrezygnował z powodów zdrowotnych, w trakcie rekonwalescencji posługiwał w parafii św. Teresy w Łodzi. W latach 1979–1988 był dyrektorem wspólnoty i proboszczem parafii Świętej Rodziny w Pile, a ponadto w latach 1980–1988 dziekanem dekanatu pilskiego. W latach 1988–1994 pracował w parafii św. Jana Bosko w Szczecinie, a w latach 1994–1997 w parafii św. Marka w Bydgoszczy. W latach 1997–2000 był dyrektorem i proboszczem w Słupsku. Od 2000 ponownie posługiwał w Szczecinie. Był wieloletnim duszpasterzem wspólnot Odnowy w Duchu Świętym i pełnił funkcję kuratora Wspólnoty Sióstr Uczennic Krzyża. W macierzystym zgromadzeniu wykonywał zadania radcy inspektorialnego, należał do komisji inspektorialnych, był moderatorem kapituły inspektorialnej w Lądzie, trzykrotnie uczestniczył w kapitule generalnej w Rzymie. Był członkiem Komisji Episkopatu Polski ds. Duszpasterstwa Ludzi Pracy.
Podczas pracy w parafii Świętej Rodziny w Pile przyczynił się do powstania w 1981 klubu inteligencji katolickiej, do organizacji w latach 1984–1989 Tygodni Społecznych i Tygodni Kultury Chrześcijańskiej, a także do powołania w 1987 filii Instytutu Wyższej Kultury Religijnej im. Jana XXIII. We wrześniu 1980 został nieformalnym kapelanem „Solidarności” w regionie pilskim. W maju 1981 był gościem honorowym na I Wojewódzkim Zjeździe Delegatów Województwa Pilskiego. W 1981 organizował uroczystości poświęcenia sztandarów komisji zakładowych „Solidarności” w Pile i krzyży dla zakładów pracy, a także odprawiał msze za ojczyznę. Pisał do „Solidarności Pilskiej” i „W Naszej Szkole”. Po wprowadzeniu stanu wojennego ukrywał działaczy „Solidarności”. Był współorganizatorem i przewodniczącym Diecezjalnego Komitetu Pomocy – Region Piła. Odwiedzał internowanych w ośrodku odosobnienia w Gębarzewie, interweniował u władz w sprawie poprawy warunków osadzonych. Był nachodzony przez funkcjonariuszy Służby Bezpieczeństwa, kolegia do spraw wykroczeń wielokrotnie wymierzały mu kary, a władze odmawiały wydania mu paszportu. W latach 1983–1988 był rozpracowywany w ramach operacji pod kryptonimem „Społecznik”.
W 2007 otrzymał honorowe obywatelstwo Piły.
Zmarł 5 sierpnia 2022 w Szczecinie. 9 sierpnia 2022 został pochowany w kwaterze salezjańskiej na cmentarzu Centralnym w Szczecinie.